# Le Cheylard
Le Cheylard – miejscowość i gmina we Francji, w regionie Owernia-Rodan-Alpy, w departamencie Ardèche.
Według danych na rok 1990 gminę zamieszkiwały 3833 osoby, a gęstość zaludnienia wynosiła 285 osób/km² (wśród 2880 gmin regionu Rodan-Alpy Le Cheylard plasuje się na 230. miejscu pod względem liczby ludności, natomiast pod względem powierzchni na miejscu 880.).

## Galeria

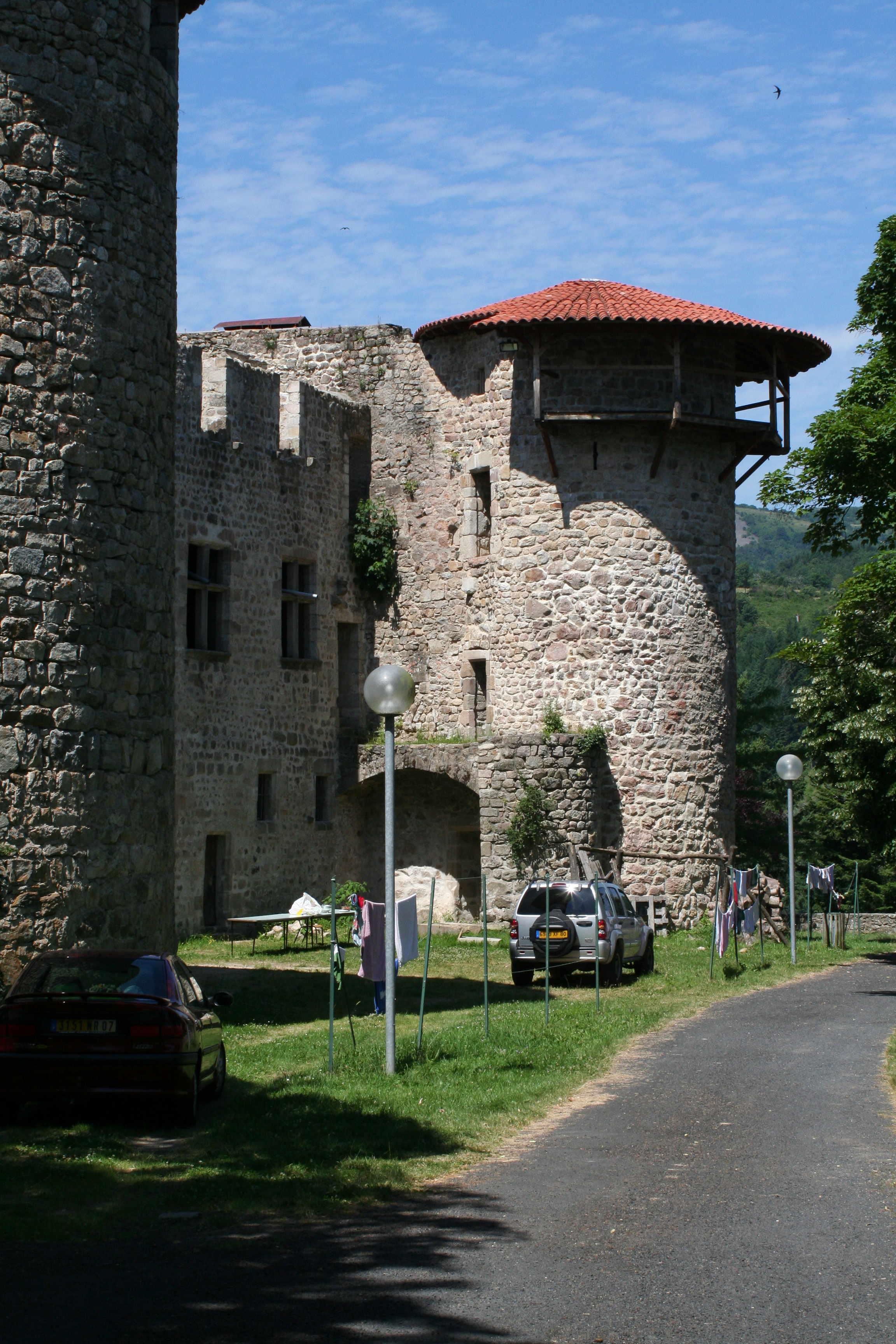
Zamek La Chèze (2008)
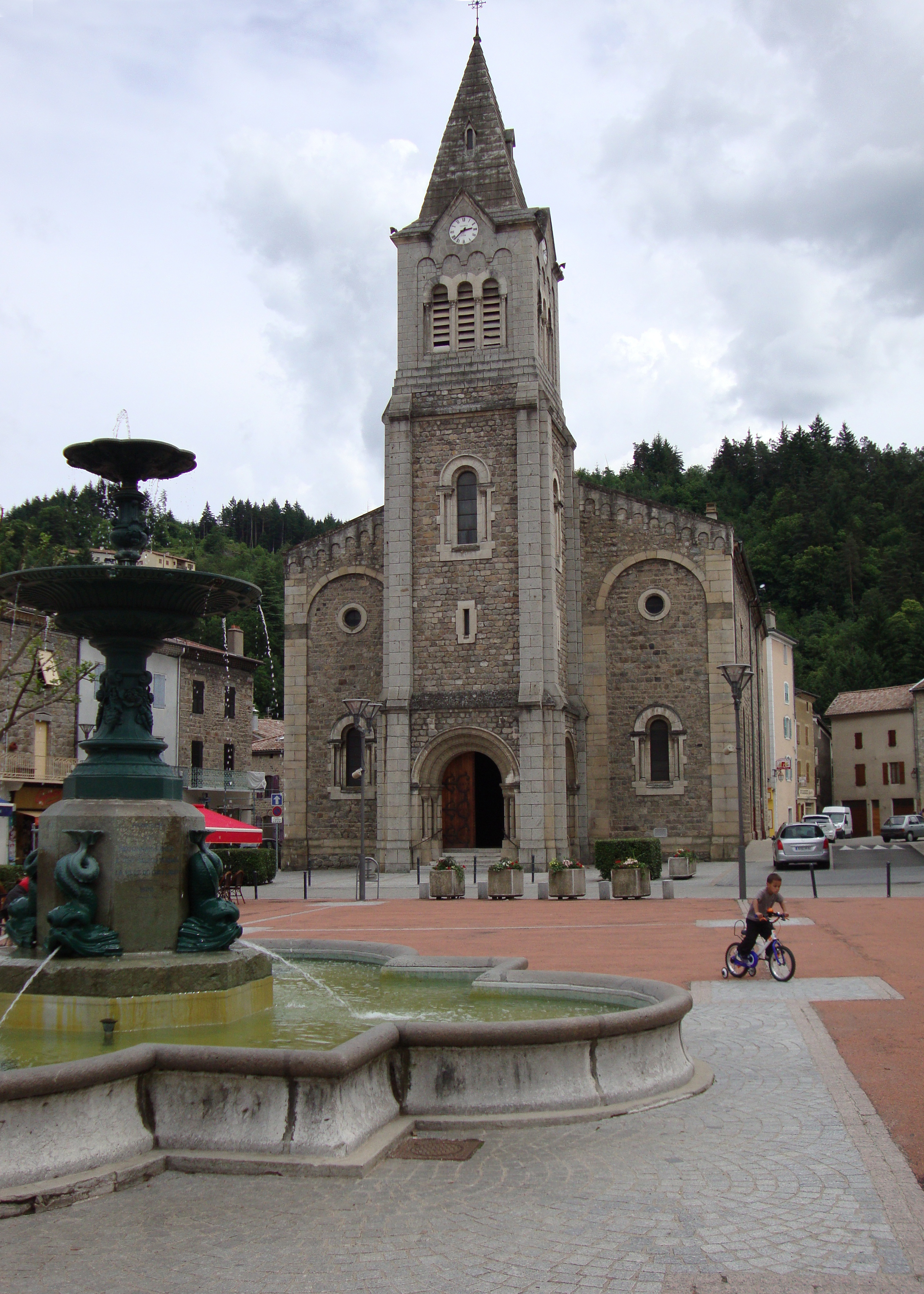
Kościół (2010)
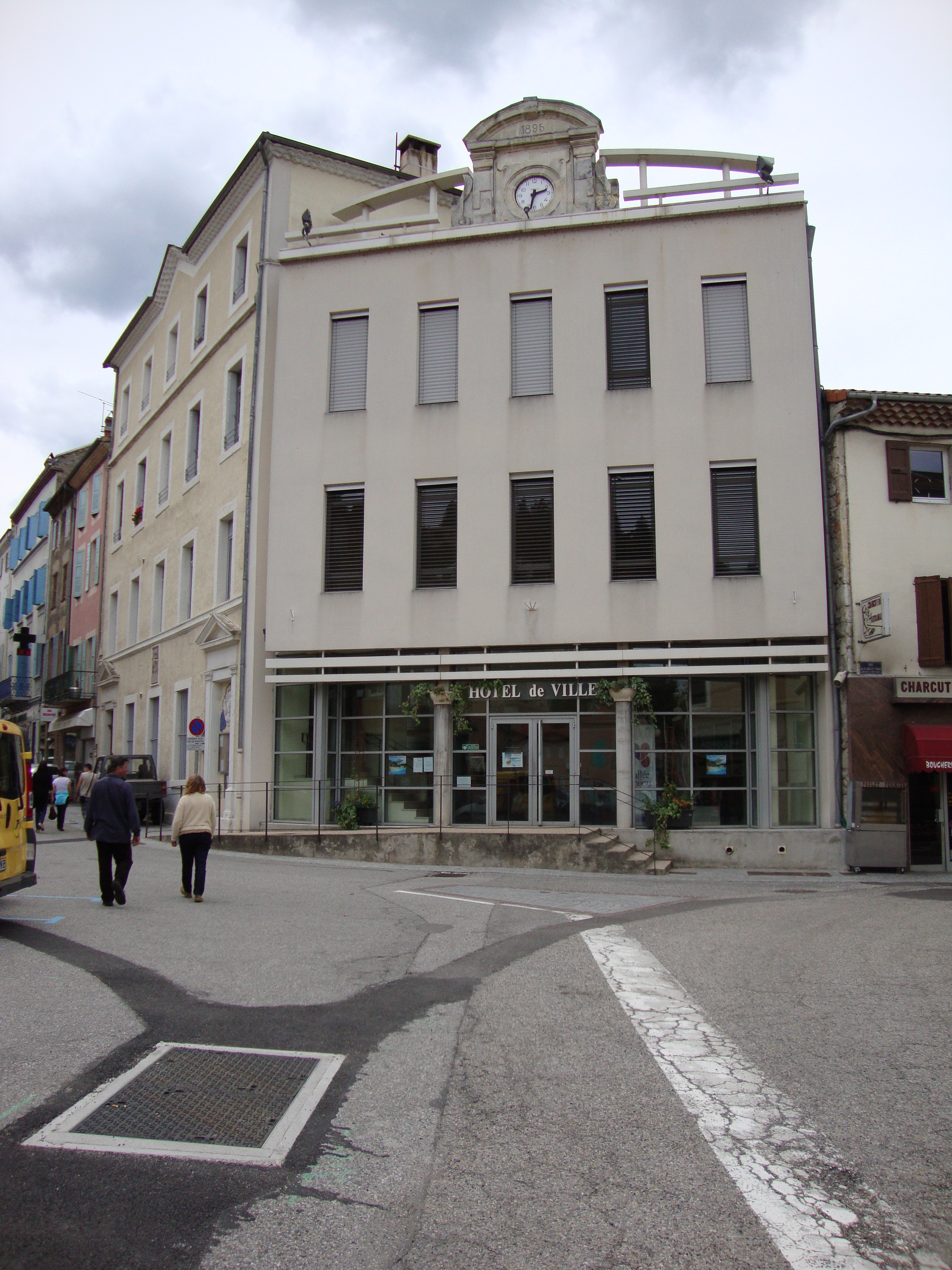
Ratusz (2010)